# Lysorophus
Lysorophus is een geslacht van Lysorophia, uitgestorven lepospondyle tetrapoden uit het vroege Perm.
De typesoort Lysorophus tricarinatus werd in 1877 benoemd door Edward Drinker Cope. De geslachtsnaam betekent 'los dak'. De soortaanduiding betekent 'met drie kammen'.
Het holotype FMNH UC 6526, een wervellichaam, is in Vermillion County, Illinois, op de Salt Fork-vindplaats gevonden in een laag van de Modestoformatie. Het paratype is FMNH UR 6527a, b, nog eens twee wervels.
De meeste exemplaren zijn gevonden in Noord-Amerika en toegewezen aan een Lysorophus cf tricarinatus vanwege het ontbreken van diagnostische kenmerken. Alfred Romer benoemde in 1952 een Lysorophus dunkardensis. Het holotype is CM 8581, een wervel uit de Dunkard Group van Virginia.
Lysorophus was een kleine zeer langwerpige op een salamander lijkende 'amfibie'. Hij leefde in zoet water en in holen tijdens droge perioden.